# Sätra brunn
Sätra brunn – miejscowość (tätort) w Szwecji, w regionie administracyjnym (län) Västmanland, w gminie Sala.
Według danych Szwedzkiego Urzędu Statystycznego liczba ludności wyniosła: 329 (31 grudnia 2015), 329 (31 grudnia 2018) i 336 (31 grudnia 2019).